# Melancolia della resistenza
Melancolia della resistenza (Az ellenállás melankóliája) è un romanzo dello scrittore ungherese László Krasznahorkai edito nel 1989. Krasznahorkai ha poi adattato il libro alla sceneggiatura del film uscito nel 2000 Le armonie di Werckmeister, diretto da Béla Tarr. Il romanzo è ordinato in tre parti e racconta delle possibilità e dei limiti della rivoluzione.

## L'opera
La storia è raccontata al passato in terza persona con lunghi periodi quasi privi di punteggiatura. Il primo capitolo “Condizioni straordinarie” introduce una descrizione degli eventi e del contesto in cui si svolge la vicenda racchiusa nel corpo centrale delle “Armonie di Werckmeister”, mentre l'ultimo capitolo “Sermo super sepulchrum” prova a raccontare e a spiegare i fatti in modo razionale e quasi scientifico.

## Trama

### Condizioni straordinarie (Introduzione)
In un'anonima cittadina della fredda campagna ungherese dalle strade desolate arriva una compagnia circense ospitante “la balena più grande del mondo”. Il circo con l'enorme carcassa del cetaceo imbalsamato diventeranno il pretesto per far esplodere il cambiamento, tra sguardi ipocriti e la convinzione di trovarsi alle soglie  di “un'era radicalmente nuova, gravida di promesse, che avrebbero spazzato via tutto”. Convinzione che trova sostegno non solo nei tanti segni quotidiani di dissoluzione del vecchio mondo stagnante, ma anche in una serie di eventi inspiegabili che esigono la volontà dell'uomo a muoversi e rinnovarsi.

## Personaggi
Fra i personaggi che popolano questo romanzo compaiono:
- György Eszter, direttore del conservatorio cittadino che ha passato tutta la vita interessandosi solo ai virtuosismi pianistici dei grandi compositori: "autore di ricerche musicali di immensa importanza non ancora pienamente compresa dagli abitanti della città, anche se lui per modestia lo negava, viveva in una severa reclusione, costretto la maggior parte del tempo a letto da forti dolori di schiena" (Krasznahorkai, pg.112);
- János Valuska, trentacinquenne fattorino di giornali per l'ufficio postale e dei pasti di Eszter, un sognatore frequentante osterie di ubriaconi, considerato da molti una specie di “scemo del villaggio” che trascorre le sue giornate da “fannullone” in estasi per “la monumentale magnificenza del cosmo”, “sdraiato come sempre sul letto con i vestiti addosso a guardare il cielo con aria trasognata nel tanfo di nicotina stantio senza rendersi conto che i suoi occhi luccicanti non stavano contemplando la scintillante volta celeste ma un soffitto scrostato dall'umidità” (Krasznahorkai, pg.74);
- La signora Eszter, la rude e autoritaria moglie del signor Eszter, che, ripudiata dal marito, si offre di lavargli i panni sporchi per mettere in luce l'importanza di György Eszter e dimostrare che non porta rancore, con un piano apparentemente trasparente, in realtà avida di potere;
- La signora Pflaum, la madre di Valuska;
- Il capitano di polizia, amante e confidente della signora Eszter;
- Harrer, il padrone di casa di Valuska, un muratore soprannominato da tutti “l'avvoltoio”;
- La signora Harrer, incaricata di accendere il riscaldamento ogni mattina;
- Hagelmayer, il proprietario della mescita frequentata da Valuska;
- Il Principe, fantomatico personaggio legato al circo, personificazione del male e che dà ordini di distruzione ai suoi "seguaci".

## Edizioni
- (HU) Az ellenállás melankóliája, Budapest, Magvető, 1989.
- Melancolia della resistenza, traduzione di Dora Mészàros e Bruno Ventavoli, Rovereto, Zandonai Editore, 2013.
- Melancolia della resistenza, traduzione di Dora Mészàros e Bruno Ventavoli, Milano, Bompiani, 2018.

| Controllo di autorità | LCCN (EN) n00031106 · BNF (FR) cb409401573 (data) |